# Deinzendorf (Herrschaft)
Die Herrschaft Deinzendorf war eine Grundherrschaft im Viertel unter dem Manhartsberg im Erzherzogtum Österreich unter der Enns, dem heutigen Niederösterreich.

## Ausdehnung
Die Herrschaft umfasste zuletzt die Ortsobrigkeit über Deinzendorf und Rohrendorf. Über Rohrendorf übte die Herrschaft die Ortsobrigkeit gemeinsam mit den Herrschaften Retz und Leodagger in einem sechsjährigen Turnus aus. Der Sitz der Verwaltung befand sich im Schloss Deinzendorf.

## Geschichte
Letzter Inhaber der Allodialherrschaft war der Kämmerer Adolf Graf Barth-Barthenheim, bevor diese als Folge der Reformen 1848/1849 aufgelöst wurde.